# Фитоури, Мухаммед
Мухаммед Фитоури (араб. محمد الفيتوري‎;  14 апреля 1925, Кайруан, протекторат Тунис — 10 апреля 2006) — тунисский государственный деятель, министр иностранных дел Туниса (1977—1980).

## Биография
Окончил лицей Карно в Тунисе и Институт высших исследований также в столице Туниса. В 1952 г. окончил юридический факультет Парижского университета. Работал адвокатов, защищал суде в период французского протектората членов военизированного крыла партии «Дестур». После провозглашения независимости Туниса работал адвокатом в Кассационном суде. Входил в Совет совет профессиональной ассоциации адвокатов (Conseil de l’ordre).
В качестве видного деятеля  правящей партии позднее был делегирован в Экономический и Социальный Советы Организации Объединенных Наций.
В сентябре 1969 г. был избран от Социалистической партии «Дестур» в Национальное собрание Туниса.
Неоднократно входил в правительство страны:
- 1970—1971 гг. — министр юстиции,
- 1971—1977 гг. — министр финансов, на этом посту установил тесные отношения с ведущими финансистами Персидского залива, что значительно облегчило получение арабских инвестиций в банковском и туристическом секторах Туниса,
- 1977—1980 гг. — министр иностранных дел Туниса. Координировал перевод штаб-квартиры Лиги арабских государств в Тунис и назначение тунисца Шадли Клиби на пост ее Генерального секретаря.

Его политическая карьера завершилась после ухода в отставку по состоянию здоровья в 1980 г. премьер-министра Хеди Амара Нуира, вернувшись к адвокатской деятельности.